# Condado de Beaverhead
El condado de Beaverhead (en inglés: Beaverhead County), fundado en 1864, es uno de los 56 condados del estado estadounidense de Montana. En el año 2000 tenía una población de 9202 habitantes con una densidad poblacional de una persona por km². La sede del condado es Dillon.

## Geografía
Según la Oficina del Censo, el condado tiene un área total de 14 431 km² (5571,8 mi²), de la cual 14 354 km² (5542,1 mi²) es tierra y 78 km² (30,1 mi²) (0,53 %) es agua.

### Condados adyacentes
- Condado de Ravalli - noroeste
- Condado de Deer Lodge - norte
- Condado de Silver Bow - norte
- Condado de Madison - este
- Condado de Fremont - sureste
- Condado de Clark - sur
- Condado de Lemhi - oeste

## Carreteras
- Interestatal 15
- U.S. Highway 91
- Carretera Estatal de Montana 41
- Carretera Estatal de Montana 43

## Demografía
En el 2000 la renta per cápita promedia del condado era de $28 962, y el ingreso promedio para una familia era de $38 971. En 2000 los hombres tenían un ingreso per cápita de $26 162 versus $18 115 para las mujeres. El ingreso per cápita para el condado era de $15 621. Alrededor del 17,10 % de la población estaba bajo el umbral de pobreza nacional.

## Comunidades

### Ciudad
- Dillon

### Pueblo
- Lima

### Lugar designado por el censo
- Wisdom

### Otras comunidades
- Armstead
- Bannack
- Dell
- Glen
- Glendale
- Lion City
- Greenwood
- Jackson
- Lakeview
- Polaris
- Wise River